# Sirio Vernati
Sirio Vernati (Zürich, 12 mei 1907 - 22 februari 1993) was een Zwitsers voetballer van Italiaanse afkomst die speelde als middenvelder.

## Carrière
Hij begon met voetballen voor FC Zürich in 1928 en speelde bij hen tot in 1933. Hij stapte over naar Grasshopper Zürich waar hij twee keer landskampioen werd en vijf bekers mee won. In 1941 verliet hij de club en trok naar FC Luzern. Na twee seizoenen keerde hij terug naar Zürich en ging spelen voor Young Fellows Zürich waar hij speelde tot in 1946.
Ondanks dat hij in Zwitserland was geboren werd hij pas op 29-jarige leeftijd genaturaliseerd en ging dan spelen voor het nationale elftal. Hij speelde 35 interlands voor Zwitserland waarin hij niet tot scoren kwam. Hij nam met de nationale ploeg deel aan het WK voetbal 1938 in Frankrijk.

## Erelijst
Grasshopper Zürich
- Landskampioen: 1937, 1939
- Zwitserse voetbalbeker: 1934, 1937, 1938, 1940, 1941